# Twierdzenie Szarkowskiego
Twierdzenie Szarkowskiego – twierdzenie podane w 1964 r. przez ukraińskiego matematyka Aleksandra Mikołajewicza Szarkowskiego dotyczące występowania punktów okresowych dla ciągłych funkcji prostej rzeczywistej. Twierdzenie to jest również uogólnieniem twierdzenia Li-Yorke’a z 1975 r.

## Porządek Szarkowskiego
Porządek Szarkowskiego to porządek w zbiorze liczb naturalnych {\displaystyle \mathbb {N} =\{1,2,\dots \},} oznaczany {\displaystyle \triangleleft ,} w którym elementem najmniejszym jest liczba 1 a największym 3:
{\displaystyle {\begin{array}{l}3&\triangleright {}\ 5&\triangleright {}\ 7&\triangleright {}\ 9&\triangleright \ \ldots \\3\cdot {}2&\triangleright {}\ 5\cdot {}2&\triangleright {}\ 7\cdot {}2&\triangleright {}\ 9\cdot {}2&\triangleright \ \ldots \\3\cdot {}2^{2}&\triangleright {}\ 5\cdot {}2^{2}&\triangleright {}\ 7\cdot {}2^{2}&\triangleright {}\ 9\cdot {}2^{2}&\triangleright \ \ldots \\\ \vdots &\quad \vdots &\quad \vdots &\quad \vdots &\quad \vdots \\\ldots &\triangleright {}\ 2^{3}&\triangleright {}\ 2^{2}&\triangleright {}\ 2^{1}&\triangleright {}\ 1\\\end{array}}}

## Twierdzenie Szarkowskiego
Niech {\displaystyle f\colon J\to \mathbb {R} } będzie funkcją ciągłą, a {\displaystyle J\subseteq {}\mathbb {R} } to domknięty odcinek lub cała prosta {\displaystyle \mathbb {R} .} Jeśli {\displaystyle f} ma punkt okresowy o okresie {\displaystyle k} oraz {\displaystyle k\triangleleft {}l} w porządku Szarkowskiego, to {\displaystyle f} ma punkt okresowy o okresie {\displaystyle l.}

## Idea dowodu
Zawiły dowód podany przez Szarkowskiego w 1964 roku był wielokrotnie upraszczany. Nowoczesny dowód używa niżej zdefiniowanego pojęcia A-grafu.

### A-graf
Powiemy, że przedział {\displaystyle I} nakrywa przedział {\displaystyle J} przy funkcji {\displaystyle f,} gdy {\displaystyle f(I)\supseteq {}J.} Niech {\displaystyle x} będzie punktem okresowym o okresie {\displaystyle n>1} i orbicie {\displaystyle \{x_{1},x_{2},\dots ,x_{n}\}} uporządkowanej następująco: {\displaystyle x_{1}<x_{2}<\ldots <x_{n}.} Oznaczmy przedziały {\displaystyle I_{k}=[x_{k},x_{k+1}]} dla {\displaystyle k=1\dots {n-1}.} Graf o wierzchołkach {\displaystyle I_{1},I_{2},\dots ,I_{n-1}} nazywamy A-grafem. Krawędź {\displaystyle I_{j}\to {}I_{k}} występuje w A-Grafie, gdy przedział {\displaystyle I_{j}} nakrywa {\displaystyle I_{k}.}

### Tworzenie orbit za pomocą A-grafu
Niech {\displaystyle J_{1}\to J_{2}\to \ldots \to J_{n}\to J_{1}} będzie cyklem w A-grafie. Jeśli nie jest to cykl, który jest prostym złożeniem innych cykli, to istnieje podprzedział {\displaystyle K\subseteq J_{1}} taki, że {\displaystyle f^{s}(K)\subseteq J_{k}} dla {\displaystyle s=1,2\dots ,n-1} oraz {\displaystyle f^{n}(K)\neq J_{1}.}

### Szkic dowodu
Mając dany punkt okresowy {\displaystyle x_{1}} i jego orbitę {\displaystyle x_{1},\dots ,x_{n},} tworzymy dla niego {\displaystyle (n-1)}-wierzchołkowy A-graf. Aby pokazać istnienie punktu okresowego o okresie {\displaystyle k,} znajdujemy nietrywialny cykl długości {\displaystyle k.}

## Uogólnienie na wyższe wymiary
Twierdzenie Szarkowskiego nie zachodzi w wymiarach wyższych niż 1. Kontrprzykład: niech {\displaystyle T\colon \mathbb {R} ^{2}\to \mathbb {R} ^{2}} będzie obrotem o kąt {\displaystyle 90^{\circ }} wokół punktu {\displaystyle (0,0).} Przekształcenie {\displaystyle T} ma dokładnie jeden punkt stały {\displaystyle (0,0),} a wszystkie pozostałe punkty są okresowe o okresie {\displaystyle 4.}